# فرد كويل
فرد كويل (بالإنجليزية: Fred Coyle)‏ (1868 - 12 سبتمبر 1925) هو لاعب كريكت بريطاني (وحمل سابقاً جنسية المملكة المتحدة لبريطانيا العظمى وأيرلندا). لعب مع نادي مقاطعة سومرست للكريكت ‏.